# Куриленко Олег Андрійович
Оле́г Андрі́йович Куриленко (нар. 29 жовтня 1993, м. Щорс (нині — Сновськ) на Чернігівщині — пом. 11 березня 2022, м. Чернігів) — молодший сержант Збройних Сил України, учасник російсько-української війни, що загинув у ході російського вторгнення в Україну в 2022 році.

## Життєпис
Народився 29 жовтня 1993 року в м. Щорсі (нині — Сновську) на Чернігівщині. У рідному містечку закінчив загальноосвітню школу № 2. Військову службу за контрактом проходив у 134-му окремому батальйоні охорони і обслуговування ОК «Північ». З початком повномасштабного російського вторгнення в Україну був відряджений до 1 ОТБр і перебував на передовій. 
Загинув 11 березня 2022 року на підступах до м. Чернігова в районі кладовища Яцево під час обстрілу снарядами ЗС РФ.
Похований з урочистостями на центральному кладовищі міста Сновська. Заупокійну панахиду за загиблим провели отець Богдан та отець Павло.

## Нагороди
- орден «За мужність» III ступеня (2022, посмертно) — за особисту мужність і самовіддані дії, виявлені у захисті державного суверенітету та територіальної цілісності України, вірність військовій присязі[3].